# Бжозувка (Остроленцький повіт)
Бжозувка (пол. Brzozówka) — село в Польщі, у гміні Кадзідло Остроленцького повіту Мазовецького воєводства.
Населення — 293 особи (2011).
У 1975-1998 роках село належало до Остроленцького воєводства.

## Демографія
Демографічна структура станом на 31 березня 2011 року:
|          | Загалом | Допрацездатний вік | Працездатний вік | Постпрацездатний вік |
| -------- | ------- | ------------------ | ---------------- | -------------------- |
| Чоловіки | 146     | 26                 | 99               | 21                   |
| Жінки    | 147     | 43                 | 63               | 41                   |
| Разом    | 293     | 69                 | 162              | 62                   |